# Monumento funebre di Lanfranco Settala

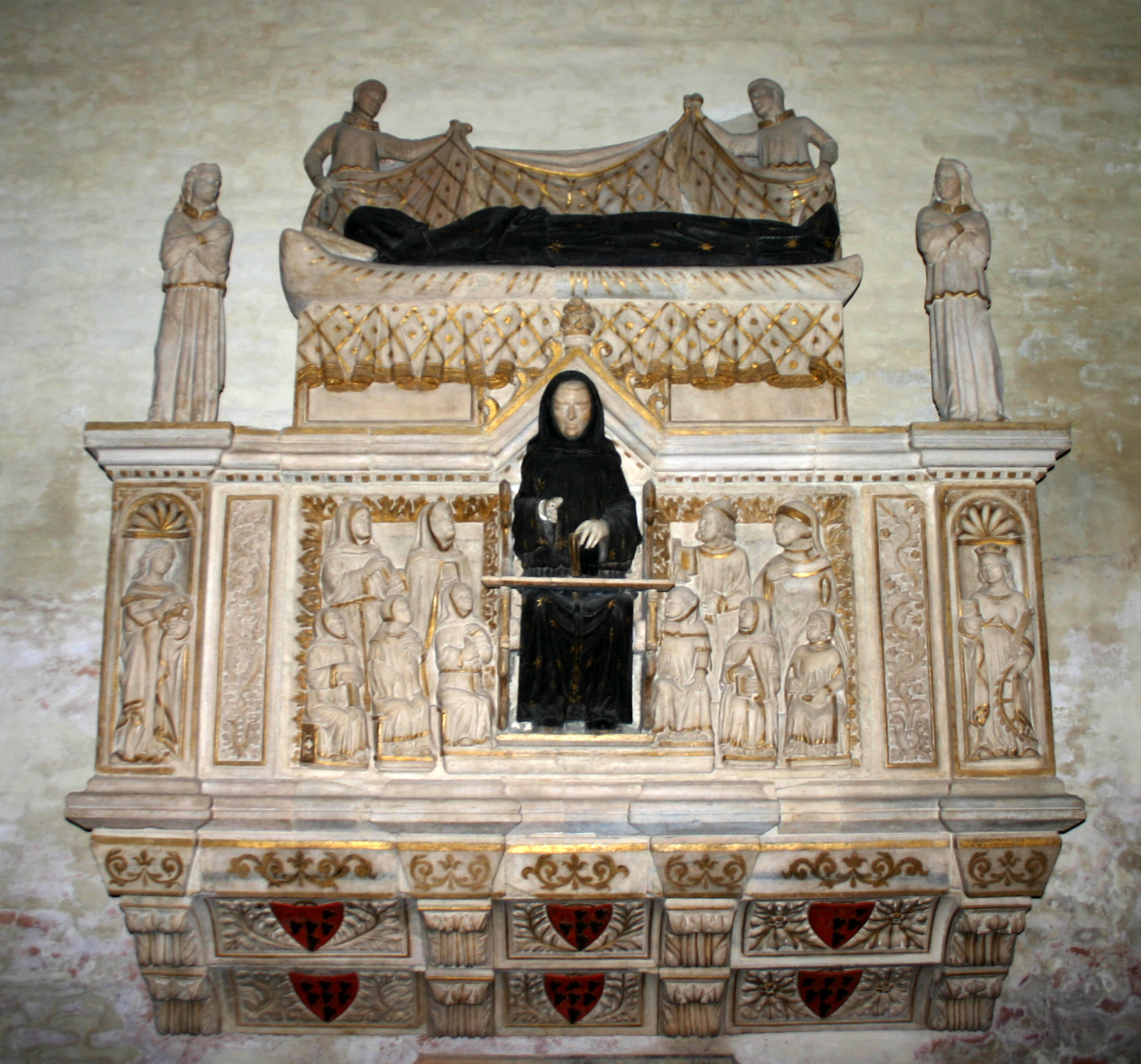
Monumento funebre a Lanfranco Settala

Il monumento funebre di Lanfranco Settala è un monumento sepolcrale situato nella chiesa di San Marco a Milano

## Storia e descrizione
La tomba sarebbe stata commissionata per ospitare le spoglie di Lanfranco Settala, frate agostiniano confessore di Giovanni Visconti, omonimo del Lanfranco Settala fondatore della chiesa di San Marco dove alloggia il monumento: sebbene la questione sia oggetto di diatriba, la maggioranza della critica, compresa quella di gran parte dei cronisti milanesi, propende per la prima ipotesi, non fosse altro per la rarità di erigere arche funerarie molto tempo dopo la morte di una persona: il Lanfranco Settala fondatore della chiesa morì nel 1263, più di cinquant'anni prima della realizzazione dell'arca, mentre il secondo era contemporaneo a Giovanni di Balduccio (1300-1349 ca), a cui è attribuita l'opera.
Il sarcofago, incastonato nel muro, è retto da due ordini di mensole decorati con stemmi della famiglia Settala: nella parte inferiore centrale, sul davanzale, troneggia la figura in cattedra del defunto, vestito del nero saio agostiniano, intento a insegnare le sacre dottrine agli scolari; la figura del Settala appare sensibilmente più grande rispetto alla folla in ascolto a simboleggiare la statura morale del frate, affiancata a Sant'Agnese che regge un agnello e Santa Caterina con gli attributi della palma del martirio e della ruota dentata, a simboleggiare il supplizio della ruota patito dalla santa. La parte superiore del sarcofago è composta dal letto funerario su cui è disteso il defunto col cappuccio calato sul viso affiancato da due angeli reggenti il sudario ornato d'oro e due in piedi sui pilastrelli laterali con le mani incrociate sul petto che pregano per il defunto. Degno di nota è lo stato di conservazione del monumento che mantiene parte delle decorazioni pittoriche originali.